# جيمي فيكتوري
جيمي فيكتوري (بالإنجليزية: Jamie Victory)‏ (14 نوفمبر 1975 في المملكة المتحدة - ) هو لاعب كرة قدم بريطاني في مركز الدفاع. لعب مع نادي بورنموث ووست هام يونايتد ونادي تشيلتنهام تاون لكرة القدم.

## وصلات خارجية
- جيمي فيكتوري على موقع قاعدة بيانات كرة القدم.إي يو (الإنجليزية)
- جيمي فيكتوري على موقع Soccerbase.com (لاعب) (الإنجليزية)